# Mörtträsket (Arvidsjaurs socken, Lappland, 729314-168662)
Mörtträsket är en sjö i Arvidsjaurs kommun i Lappland och ingår i Piteälvens huvudavrinningsområde. Sjön har en area på 1,03 kvadratkilometer och ligger 343,8 meter över havet. Mörtträsket ligger i Piteälven Natura 2000-område. Sjön avvattnas av vattendraget Mörtträskbäcken.

## Delavrinningsområde
Mörtträsket ingår i det delavrinningsområde (729234-168893) som SMHI kallar för Utloppet av Mörtträsket. Medelhöjden är 357 meter över havet och ytan är 11,14 kvadratkilometer. Det finns inga avrinningsområden uppströms utan avrinningsområdet är högsta punkten. Mörtträskbäcken som avvattnar avrinningsområdet har biflödesordning 4, vilket innebär att vattnet flödar genom totalt 4 vattendrag innan det når havet efter 143 kilometer. Avrinningsområdet består mestadels av skog (62 procent) och sankmarker (17 procent). Avrinningsområdet har 1,99 kvadratkilometer vattenytor vilket ger det en sjöprocent på 17,8 procent.